# Prolaz Anegada
Prolaz Anegada je tjesnac u Karibima koji odvaja Britanske Djevičanske otoke i otok Sombrero (britanski teritorij Angvila) te povezuje Karipsko more i Atlantski ocean. Dubok je 2300 m. Budući da su granične dubine 1800 i 1600 m, atlantska duboka voda s razine 1600 m može teći u duboka područja u Karipskom moru.
Prolaz Anegada ključni je plovni put za Panamski kanal. Često se naziva "Prolaz O-moj-Bože", smatra se teškim prolazom za mornare zbog vjetrova i valova.

## Korito Anegada
Prolaz se sastoji od više kotlina i grebena. Korito Anegada ili bazen Djevičanskih otoka bilo je vjerojatno mjesto potresa na Djevičanskim otocima 1867. godine i tsunamija koji je uslijedio.